# Misura vettoriale
In matematica, una misura vettoriale è una generalizzazione del concetto di misura.

## Definizione
Data un'algebra di insiemi {\displaystyle (\Omega ,{\mathcal {F}})} ed uno spazio di Banach {\displaystyle X}, una misura vettoriale finitamente additiva (talvolta detta semplicemente misura) è una funzione {\displaystyle \mu :{\mathcal {F}}\to X} tale che per ogni coppia di insiemi disgiunti {\displaystyle A} e {\displaystyle B} in {\displaystyle {\mathcal {F}}} si verifica:
{\displaystyle \mu (A\cup B)=\mu (A)+\mu (B)}
Una misura vettoriale {\displaystyle \mu } è detta numerabilmente additiva se per ogni successione {\displaystyle (A_{i})_{i=1}^{\infty }} di insiemi disgiunti in {\displaystyle {\mathcal {F}}} tale che la loro unione sia in {\displaystyle {\mathcal {F}}} si ha:
{\displaystyle \mu \left(\bigcup _{i=1}^{\infty }A_{i}\right)=\sum _{i=1}^{\infty }\mu (A_{i})}
dove la serie al membro di destra converge nella norma di {\displaystyle X}.
Si può mostrare che una misura vettoriale additiva {\displaystyle \mu } è numerabilmente additiva se e solo se per ogni successione {\displaystyle (A_{i})_{i=1}^{\infty }} definita come sopra si verifica:
{\displaystyle \lim _{n\to \infty }\left\|\mu \left(\displaystyle \bigcup _{i=n}^{\infty }A_{i}\right)\right\|=0}
dove {\displaystyle \|\cdot \|} è la norma su {\displaystyle X}.
Le misure vettoriali numerabilmente additive definite su sigma-algebre sono più generali delle nozioni di misura, misura con segno e misura complessa, che sono funzioni numerabilmente additive che mappano rispettivamente sulla retta reale estesa {\displaystyle [0,\infty ]}, {\displaystyle \mathbb {R} } e {\displaystyle \mathbb {C} }.

## Variazione di una misura vettoriale
Da una misura vettoriale {\displaystyle \mu :{\mathcal {F}}\to X}, la variazione {\displaystyle |\mu |} di {\displaystyle \mu } è definita come:
{\displaystyle |\mu |(A)=\sup \sum _{i=1}^{n}\|\mu (A_{i})\|}
dove l'estremo superiore è preso considerando tutte le partizioni:
{\displaystyle A=\bigcup _{i=1}^{n}A_{i}}
di {\displaystyle A} in un numero finito di insiemi disgiunti, per ogni {\displaystyle A} in {\displaystyle {\mathcal {F}}}, e la norma {\displaystyle \|\cdot \|} è la norma su {\displaystyle X.}
La variazione di {\displaystyle \mu } è una funzione finitamente additiva che mappa su {\displaystyle [0,\infty ]}. Si ha inoltre:
{\displaystyle ||\mu (A)||\leq |\mu |(A)}
per ogni {\displaystyle A} in {\displaystyle {\mathcal {F}}}. Se {\displaystyle |\mu |(\Omega )} è finita, la misura {\displaystyle \mu } è detta essere a variazione limitata. Si può mostrare che se {\displaystyle \mu } è una misura vettoriale a variazione limitata allora {\displaystyle \mu } è numerabilmente additiva se e solo se {\displaystyle |\mu |} è numerabilmente additiva.